# A Ferencvárosi TC 2003–2004-es szezonja
A Ferencvárosi TC 2003–2004-es szezonja szócikk a Ferencvárosi TC első számú férfi labdarúgócsapatának egy szezonjáról szól, mely összességében és sorozatban is a 103. idénye volt a csapatnak a magyar első osztályban. A klub fennállásának ekkor volt a 105. évfordulója.

## Mérkőzések
| Színmagyarázat | Színmagyarázat |
| -------------- | -------------- |
|                | Győzelem.      |
|                | Döntetlen.     |
|                | Vereség.       |

### UEFA-kupa
Selejtező
| 2003. augusztus 14. |

| Birkirkara FC | 0 – 5               | Ferencváros                                             |
| ------------- | ------------------- | ------------------------------------------------------- |
|               | (0 – 1) Jegyzőkönyv | Rósa 30' 90' Jović 56' 61' Gera 73' Sasu 17' Bognár 63' |

| Nemzeti Stadion, Valletta Nézőszám: 3 000 Játékvezető: McKeon (ír) |

| 2003. augusztus 28. |

| Ferencváros                         | 1 – 0               | Birkirkara FC         |
| ----------------------------------- | ------------------- | --------------------- |
| Dragóner 90+1' Kapič 42' Bognár 43' | (0 – 0) Jegyzőkönyv | Bonnici 61' Galea 67' |

| Üllői út, Budapest Nézőszám: zárt kapus 110 néző Játékvezető: Stefan Johannesson (svéd) |

1. forduló
| 2003. szeptember 24. |

| Ferencváros          | 1 – 1               | FC København                       |
| -------------------- | ------------------- | ---------------------------------- |
| Kriston 37' Rósa 75' | (1 – 1) Jegyzőkönyv | Jónsson 2' Mykland 70' Nielsen 74' |

| Üllői út, Budapest Nézőszám: 6 715 Játékvezető: Jaroslav Jára (cseh) |

| 2003. október 15. |

| FC København                                | 1 – 1 (h. u.)                     | Ferencváros                                         |
| ------------------------------------------- | --------------------------------- | --------------------------------------------------- |
| Nielsen 90+2' 21' Svensson 45' Bisgaard 76' | (0 – 0, 1 – 1, 1 – 1) Jegyzőkönyv | Lipcsei 84' 23' Gera 26' Zováth 43' Vukmir 93′, 95′ |

| Parken Stadion, Koppenhága Nézőszám: 18 000 Játékvezető: Ivan Dobrinov (bolgár) |

- Tizenegyesekkel (3 – 2) a København jutott tovább.

### Arany Ászok Liga 2003–04

#### Őszi fordulók
| 1. forduló 2003. július 26. |

| BFC Siófok                          | 1 – 1               | Ferencváros                        |
| ----------------------------------- | ------------------- | ---------------------------------- |
| Csordás 35' Virág 21' Filipovic 89' | (1 – 0) Jegyzőkönyv | Rósa 48' Kapič 55' Vukmir 69′, 81′ |

| Révész Géza utcai stadion, Siófok Nézőszám: zárt kapus Játékvezető: Bede Ferenc (magyar) |

| 2. forduló 2003. augusztus 2. |

| Ferencváros                                        | 2 – 2               | Videoton                                          |
| -------------------------------------------------- | ------------------- | ------------------------------------------------- |
| Lipcsei 29' (11-esből) Rósa 85' Botis 6' Kapič 56' | (1 – 1) Jegyzőkönyv | Hercegfalvi 4' Dvéri 63' 71′ Medveď 33' Tudor 50' |

| Üllői út, Budapest Nézőszám: zárt kapus Játékvezető: Dubraviczky Attila (magyar) |

| 3. forduló 2003. augusztus 9. |

| Előre FC Békéscsaba                     | 0 – 0               | Ferencváros                               |
| --------------------------------------- | ------------------- | ----------------------------------------- |
| Vilotic 44' Valentényi 82' Bujáki 90+2′ | (0 – 0) Jegyzőkönyv | Kiss 61' Bognár 62' Dragóner 73' Rósa 84' |

| Kórház utcai stadion, Békéscsaba Nézőszám: 10 000 Játékvezető: Juhos Attila (magyar) |

| 4. forduló 2003. augusztus 23. |

| Ferencváros                                                  | 2 – 1               | MTK Hungária                                     |
| ------------------------------------------------------------ | ------------------- | ------------------------------------------------ |
| Sasu 31' Gera 62' (11-esből) Leandro 21' Rósa 29' Zováth 85' | (1 – 1) Jegyzőkönyv | Torghelle 43' Halmai 20' Pusztai 36' Komlósi 58' |

| Üllői út, Budapest Nézőszám: zárt kapus Játékvezető: Bede Ferenc (magyar) |

| 5. forduló 2003. szeptember 1. |

| Újpest                                              | 1 – 1               | Ferencváros                                |
| --------------------------------------------------- | ------------------- | ------------------------------------------ |
| Simek 10' Erős 5' Tamási 54' Vanczák 77' Farkas 86' | (1 – 0) Jegyzőkönyv | Gera 61' (11-esből) Lipcsei 30' Bognár 73' |

| Megyeri út, Budapest Nézőszám: 4 000 Játékvezető: Kassai Viktor (magyar) |

| 6. forduló 2003. szeptember 14. |

| Ferencváros                 | 2 – 0               | FC Sopron              |
| --------------------------- | ------------------- | ---------------------- |
| Jović 17' Sasu 65' Rósa 75' | (1 – 0) Jegyzőkönyv | Bagoly 49' Balaskó 64' |

| Üllői út, Budapest Nézőszám: zárt kapus Játékvezető: Szarka Zoltán (magyar) |

| 7. forduló 2003. szeptember 20. |

| Zalaegerszegi TE                                        | 1 – 2               | Ferencváros                                                 |
| ------------------------------------------------------- | ------------------- | ----------------------------------------------------------- |
| Sabo 42' (11-esből) Szamosi 41' Vincze 84' Kocsárdi 88' | (1 – 1) Jegyzőkönyv | Tököli 12' Leandro 68' 44' Kapič 29' Lipcsei 66' Gera 90+3' |

| ZTE Aréna, Zalaegerszeg Nézőszám: 9 000 Játékvezető: Szabó Zsolt (magyar) |

| 8. forduló 2003. szeptember 28. |

| Ferencváros                                     | 3 – 0               | Pécsi MFC                        |
| ----------------------------------------------- | ------------------- | -------------------------------- |
| Sasu 1' (11-esből) 74' Dragóner 60' Lipcsei 78' | (1 – 0) Jegyzőkönyv | Sipos 25' Győri 54' Bajúsz 90+1' |

| Üllői út, Budapest Nézőszám: 5 111 Játékvezető: Hajdó Attila (magyar) |

| 9. forduló 2003. október 5. 16:00 |

| Debreceni VSC                                                      | 5 – 0               | Ferencváros |
| ------------------------------------------------------------------ | ------------------- | ----------- |
| Dombi 12' Halmosi 38' Szekeres 43' Madar 67' Șumudică 72' Éger 89' | (3 – 0) Jegyzőkönyv | Leandro 25' |

| Oláh Gábor utcai stadion, Debrecen Nézőszám: 6 500 Játékvezető: Ábrahám Attila (magyar) |

| 10. forduló 2003. október 19. |

| Győri ETO  | 0 – 1               | Ferencváros         |
| ---------- | ------------------- | ------------------- |
| Nyilas 37' | (0 – 1) Jegyzőkönyv | Gera 33' Tököli 85' |

| Rába ETO Stadion, Győr Nézőszám: 3 000 Játékvezető: Arany Tamás (magyar) |

| 11. forduló 2003. október 25. |

| Ferencváros              | 2 – 0               | Haladás                 |
| ------------------------ | ------------------- | ----------------------- |
| Leandro 75' 77' Gera 85' | (0 – 0) Jegyzőkönyv | Kovács 65' Czeglédi 67' |

| Üllői út, Budapest Nézőszám: 4 872 Játékvezető: Sápi Csaba (magyar) |

| 12. forduló 2003. november 1. |

| Ferencváros             | 0 – 1               | BFC Siófok            |
| ----------------------- | ------------------- | --------------------- |
| Dragóner 45' Tököli 88' | (0 – 1) Jegyzőkönyv | Kuttor 25' Juhász 16' |

| Üllői út, Budapest Nézőszám: 5 467 Játékvezető: Kiss Béla (magyar) |

| 13. forduló 2003. november 8. |

| Videoton            | 1 – 2               | Ferencváros                 |
| ------------------- | ------------------- | --------------------------- |
| Dvéri 40' Tudor 84' | (1 – 0) Jegyzőkönyv | Dragóner 83' Tököli 88' 82' |

| Sóstói Stadion, Székesfehérvár Nézőszám: 8 000 Játékvezető: Juhos Attila (magyar) |

| 14. forduló 2003. november 15. |

| Ferencváros       | 2 – 0               | Előre FC Békéscsaba |
| ----------------- | ------------------- | ------------------- |
| Sasu 26' Kiss 87' | (1 – 0) Jegyzőkönyv | Grujić 51′, 59′     |

| Üllői út, Budapest Nézőszám: 5 000 Játékvezető: Fábián Mihály (magyar) |

| 15. forduló 2003. november 22. |

| MTK Hungária    | 1 – 1               | Ferencváros  |
| --------------- | ------------------- | ------------ |
| Pusztai 19' 24' | (1 – 0) Jegyzőkönyv | Dragóner 66' |

| Hidegkuti Nándor Stadion, Budapest Nézőszám: 4 500 Játékvezető: Ábrahám Attila (magyar) |

| 16. forduló 2003. november 29. |

| Ferencváros                                  | 2 – 1               | Újpest                           |
| -------------------------------------------- | ------------------- | -------------------------------- |
| Tököli 8' 45' Gera 58' Kriston 19' Kapič 39' | (1 – 1) Jegyzőkönyv | Simek 22' Kovács 19' Szélesi 83' |

| Üllői út, Budapest Nézőszám: 11 000 Játékvezető: Dubraviczky Attila (magyar) |

#### Tavaszi fordulók
| 17. forduló 2004. március 7. |

| FC Sopron                   | 0 – 0               | Ferencváros                                           |
| --------------------------- | ------------------- | ----------------------------------------------------- |
| Vasas 2' Fehér 27' Sira 47' | (0 – 0) Jegyzőkönyv | Rósa 2' Kapič 15' Lipcsei 21' Tököli 56' Dragóner 88' |

| Káposztás utcai Stadion, Sopron Nézőszám: 4 000 Játékvezető: Kassai Viktor (magyar) |

| 18. forduló 2004. március 13. |

| Ferencváros            | 0 – 0               | Zalaegerszegi TE         |
| ---------------------- | ------------------- | ------------------------ |
| Kiss 14' Szkukalek 61' | (0 – 0) Jegyzőkönyv | Sebők V. 26' Szamosi 55' |

| Üllői út, Budapest Nézőszám: 7 000 Játékvezető: Arany Tamás (magyar) |

| 19. forduló 2004. március 20. |

| Pécsi MFC         | 0 – 1               | Ferencváros |
| ----------------- | ------------------- | ----------- |
| Pest 35' Erős 59' | (0 – 1) Jegyzőkönyv | Kiss 42'    |

| PMFC Stadion, Pécs Nézőszám: 10 000 Játékvezető: Saskőy Szabolcs (magyar) |

| 20. forduló 2004. március 27. 18:00 |

| Ferencváros                                      | 0 – 0               | Debreceni VSC                                        |
| ------------------------------------------------ | ------------------- | ---------------------------------------------------- |
| Kriston 4′ Szkukalek 42' Dragóner 44' Tököli 86' | (0 – 0) Jegyzőkönyv | Bajzát 6' Dombi 18' Bernáth 20′ Habi 69' Halmosi 82' |

| Üllői úti stadion, Budapest Nézőszám: 5 000 Játékvezető: Megyebíró János (magyar) |

| 21. forduló 2004. április 4. |

| Ferencváros                              | 4 – 0               | Győri ETO |
| ---------------------------------------- | ------------------- | --------- |
| Gera 37' 42' 47' Somorjai 79' Vukmir 23' | (2 – 0) Jegyzőkönyv |           |

| Üllői út, Budapest Nézőszám: 5 444 Játékvezető: Sápi Csaba (magyar) |

| 22. forduló 2004. április 7. |

| Haladás      | 0 – 1               | Ferencváros                      |
| ------------ | ------------------- | -------------------------------- |
| Jagodics 82' | (0 – 0) Jegyzőkönyv | Czeglédi 73' (öngól) Lipcsei 77' |

| Rohonci úti stadion, Szombathely Nézőszám: 6 000 Játékvezető: Kassai Viktor (magyar) |

| 23. forduló (rájátszás) 2004. április 10. |

| Ferencváros              | 3 – 0               | FC Sopron  |
| ------------------------ | ------------------- | ---------- |
| Botis 30' Tököli 51' 79' | (1 – 0) Jegyzőkönyv | Huszti 32′ |

| Üllői út, Budapest Nézőszám: 5 963 Játékvezető: Szarka Zoltán (magyar) |

| 24. forduló (rájátszás) 2004. április 18. |

| MTK Hungária                                              | 1 – 0               | Ferencváros                                  |
| --------------------------------------------------------- | ------------------- | -------------------------------------------- |
| Pisont 69' Torghelle 19′, 90′ Jezdimirović 62' Janjić 66' | (0 – 0) Jegyzőkönyv | Bognár 54′ Dragóner 78' Vukmir 85′ Botis 87′ |

| Hidegkuti Nándor Stadion, Budapest Nézőszám: 4 000 Játékvezető: Juhos Attila (magyar) |

| 25. forduló (rájátszás) 2004. április 21. |

| Ferencváros  | 0 – 4               | BFC Siófok                                                                               |
| ------------ | ------------------- | ---------------------------------------------------------------------------------------- |
| Kiss 8′, 35′ | (0 – 1) Jegyzőkönyv | Usvat 26' Sitku 57' 72' Csordás 76' (11-esből) Csernyánszki 40' Bajevszki 53' Juhász 67' |

| Üllői út, Budapest Nézőszám: 5 662 Játékvezető: Dubraviczky Attila (magyar) |

| 26. forduló (rájátszás) 2004. május 2. |

| Ferencváros           | 0 – 1               | Újpest              |
| --------------------- | ------------------- | ------------------- |
| Takács 81' Tököli 83' | (0 – 0) Jegyzőkönyv | Tóth 72' Farkas 68' |

| Üllői úti stadion, Budapest Nézőszám: 8 000 Játékvezető: Bede Ferenc (magyar) |

| 27. forduló (rájátszás) 2004. május 9. 11:30 |

| Debreceni VSC                                      | 3 – 2               | Ferencváros                                                  |
| -------------------------------------------------- | ------------------- | ------------------------------------------------------------ |
| Flávio Pim 50' Halmosi 60' Bogdanović 66' Habi 39' | (0 – 1) Jegyzőkönyv | Tököli 2' 89' Leandro 15′, 45′ Lipcsei 42′, 90+2′ Bognár 55' |

| Oláh Gábor utcai stadion, Debrecen Nézőszám: 7 000 Játékvezető: Ábrahám Attila (magyar) |

| 28. forduló (rájátszás) 2004. május 12. |

| FC Sopron                      | 2 – 2               | Ferencváros                    |
| ------------------------------ | ------------------- | ------------------------------ |
| Horváth 14' Sira 54' Fehér 33' | (1 – 0) Jegyzőkönyv | Dragóner 48' 57' 80' Kapič 39' |

| Káposztás utcai Stadion, Sopron Nézőszám: 6 000 Játékvezető: Makai János (magyar) |

| 29. forduló (rájátszás) 2004. május 16. |

| Ferencváros             | 2 – 0               | MTK Hungária |
| ----------------------- | ------------------- | ------------ |
| Gera 4' 62' Sowunmi 46' | (1 – 0) Jegyzőkönyv | Pusztai 65'  |

| Üllői út, Budapest Nézőszám: 5 750 Játékvezető: Szarka Zoltán (magyar) |

| 30. forduló (rájátszás) 2004. május 19. |

| BFC Siófok                                            | 2 – 3               | Ferencváros                                                    |
| ----------------------------------------------------- | ------------------- | -------------------------------------------------------------- |
| László 36' Sitku 41' Juhász 29' Kőrösi 73' Kovács 87' | (2 – 1) Jegyzőkönyv | Lipcsei 16' Sasu 79' Leandro 80' Rósa 30' Botis 54' Tököli 77' |

| Révész Géza utcai stadion, Siófok Nézőszám: 5 000 Játékvezető: Kassai Viktor (magyar) |

| 31. forduló (rájátszás) 2004. május 23. |

| Újpest                                     | 1 – 0               | Ferencváros                         |
| ------------------------------------------ | ------------------- | ----------------------------------- |
| Rajczi 21' Juhár 34' Polonkai 52' Erős 85' | (1 – 0) Jegyzőkönyv | Leandro 29' Gera 33' Botis 67′, 88′ |

| Szusza Ferenc Stadion, Budapest Nézőszám: 10 000 Játékvezető: Edo Trivković (horvát) |

| 32. forduló (rájátszás) 2004. május 27. 21:30 |

| Ferencváros                                                       | 3 – 1               | Debreceni VSC                             |
| ----------------------------------------------------------------- | ------------------- | ----------------------------------------- |
| Gera 8' 12' Tököli 14' Lipcsei 60' Kapič 15' Rósa 35' Leandro 83' | (2 – 1) Jegyzőkönyv | Sándor 33' Bernáth 20' Habi 38' Dombi 78' |

| Üllői úti stadion, Budapest Nézőszám: 10 000 Játékvezető: Ľuboš Micheľ (szlovák) |

#### Végeredmény (Felsőház)
| # | Csapat          | J  | Gy | D  | V  | Rg | Kg | Gk  | P  | Megjegyzés                              |
| - | --------------- | -- | -- | -- | -- | -- | -- | --- | -- | --------------------------------------- |
| 1 | Ferencvárosi TC | 32 | 16 | 9  | 7  | 44 | 30 | +14 | 57 | Bajnok, 2004-2005-ös BL 2. selejtezőkör |
| 2 | Újpest FC       | 32 | 15 | 11 | 6  | 48 | 29 | +19 | 56 | 2004–2005-ös UEFA-kupa 2. selejtezőkör  |
| 3 | Debreceni VSC   | 32 | 16 | 8  | 8  | 51 | 32 | +19 | 56 | 2004-es Intertotó-kupa                  |
| 4 | BFC Siófok      | 32 | 14 | 8  | 10 | 34 | 24 | +10 | 50 |                                         |
| 5 | Matáv Sopron    | 32 | 13 | 9  | 10 | 53 | 42 | +11 | 48 | 2004-es Intertotó-kupa                  |
| 6 | MTK Budapest    | 32 | 11 | 11 | 10 | 42 | 40 | +2  | 44 |                                         |

#### Eredmények összesítése
Az alábbi táblázatban összesítve szerepelnek a Ferencvárosi TC 2003/04-es bajnokságban elért eredményei.
| Ősz/tavasz (forduló)    | Otthon | Otthon | Otthon | Otthon | Otthon | Otthon | Otthon | Idegenben | Idegenben | Idegenben | Idegenben | Idegenben | Idegenben | Idegenben |
| Ősz/tavasz (forduló)    | M      | GY     | D      | V      | LG–KG  | GK     | P      | M         | GY        | D         | V         | LG–KG     | GK        | P         |
| ----------------------- | ------ | ------ | ------ | ------ | ------ | ------ | ------ | --------- | --------- | --------- | --------- | --------- | --------- | --------- |
| Őszi szezon (1–16.)     | 8      | 6      | 1      | 1      | 15–5   | +10    | 19     | 8         | 3         | 4         | 1         | 8–10      | –2        | 13        |
| Tavaszi szezon (17–32.) | 8      | 4      | 2      | 2      | 12–6   | +6     | 14     | 8         | 3         | 2         | 3         | 9–9       | 0         | 11        |
| Összesen (1–32.)        | 16     | 10     | 3      | 3      | 27–11  | +16    | 33     | 16        | 6         | 6         | 4         | 17–19     | –2        | 24        |

### Magyar kupa
3. forduló
| 2003. szeptember 17. |

| Nyíregyháza Spartacus | 1 – 1 (h. u.)                     | Ferencváros                                          |
| --------------------- | --------------------------------- | ---------------------------------------------------- |
| Túróczi 56'           | (0 – 1, 1 – 1, 1 – 1) Jegyzőkönyv | Tököli 18' Zováth 45' Szkukalek 68′, 85′ Leandro 82' |

| Nyíregyháza Városi Stadion, Nyíregyháza Nézőszám: 7 000 Játékvezető: Megyebíró János (magyar) |

- Tizenegyesekkel (3 – 4) a Ferencváros jutott tovább.

Nyolcaddöntő
| 2003. október 29. |

| MTK Hungária                                   | 1 – 2               | Ferencváros                                                |
| ---------------------------------------------- | ------------------- | ---------------------------------------------------------- |
| Czvitkovics 60' Torghelle 50' Pusztai 59′, 77′ | (0 – 0) Jegyzőkönyv | Kriston 64' Gera 74' 37' Leandro 18' Kiss 23' Dragóner 38' |

| Hidegkuti Nándor Stadion, Budapest Nézőszám: 3 000 Játékvezető: Megyebíró János (magyar) |

Negyeddöntő
| 2004. március 17. |

| Bodajk    | 1 – 3               | Ferencváros                         |
| --------- | ------------------- | ----------------------------------- |
| Pálfi 40' | (1 – 1) Jegyzőkönyv | Gera 27' 85' Penksa 79' Leandro 30' |

| Bodajk Nézőszám: 2 000 Játékvezető: Ábrahám Attila (magyar) |

Elődöntő
| 2004. április 14. |

| Vasas                                       | 1 – 2               | Ferencváros                                            |
| ------------------------------------------- | ------------------- | ------------------------------------------------------ |
| Bárányos 56' Nagy 24' Schultz 80' Győri 84' | (0 – 2) Jegyzőkönyv | Gera 35' Tököli 41' 90+2' Botis 10' Kiss 44' Kapič 88' |

| Illovszky Rudolf Stadion, Budapest Nézőszám: 7 000 Játékvezető: Szabó Zsolt (magyar) |

Döntő
| 2004. május 5. |

| Ferencváros                                                           | 3 – 1               | Budapest Honvéd      |
| --------------------------------------------------------------------- | ------------------- | -------------------- |
| Tököli 36' Gera 68' Sowunmi 86' 86' Botis 27' Leandro 62' Szűcs 90+4' | (1 – 0) Jegyzőkönyv | Bábik 73' Vámosi 59' |

| Puskás Ferenc Stadion, Budapest Nézőszám: 5 000 Játékvezető: Hanacsek Attila (magyar) |

### Szuperkupa
| 2003. július 19. 20:15 |

| MTK Hungária                                               | 2 – 0             | Ferencváros                     |
| ---------------------------------------------------------- | ----------------- | ------------------------------- |
| Torghelle 30' Czvitkovics 52' Jezdimirović 32' Komlósi 76' | (1 – 0) Részletek | Kapič 29' Lipcsei 76' Jović 83' |

| Puskás Ferenc Stadion, Budapest Nézőszám: 3 000 Játékvezető: Ábrahám Attila (magyar) |

### Felkészülési mérkőzések
| 2003. július 8. |

| Ferencváros | 1 – 2               | KF Tirana            |
| ----------- | ------------------- | -------------------- |
| Balog 8'    | (1 – 1) Jegyzőkönyv | Halili 27' Xhafa 56' |

| Üllői út, Budapest Nézőszám: 1 000 Játékvezető: Sus |

| 2004. február 4. |

| Ferencváros                    | 3 – 1               | Politehnica Timișoara |
| ------------------------------ | ------------------- | --------------------- |
| Kiss 6' Tököli 12' Károlyi 80' | (2 – 0) Jegyzőkönyv | Bad 83'               |

| Budatétény Nézőszám: 400 Játékvezető: Kömpf Gyula (magyar) |

| 2004. február 7. |

| Ferencváros                 | 4 – 0               | Hajduk Kula   |
| --------------------------- | ------------------- | ------------- |
| Tököli 28' 30' 33' Gera 35' | (4 – 0) Jegyzőkönyv | Pavićević 74' |

| Üllői út, 2-es edzőpálya, Budapest Nézőszám: 1 000 |

| 2004. február 10. |

| Ferencváros               | 2 – 0               | Slovan Bratislava |
| ------------------------- | ------------------- | ----------------- |
| Tököli 12' 24' (11-esből) | (2 – 0) Jegyzőkönyv |                   |

| Üllői út, Budapest Nézőszám: 700 |

| 2004. február 12. |

| Ferencváros                     | 3 – 2               | FK Púchov           |
| ------------------------------- | ------------------- | ------------------- |
| Sasu 23' Penksa 40' Sowunmi 85' | (2 – 0) Jegyzőkönyv | Jurga 54' Bakoš 60' |

| Üllői út, Budapest Nézőszám: 300 |

## Külső hivatkozások
- A csapat hivatalos honlapja (magyarul)
- A 2003–04-es szezon menetrendje a tempofradi.hu-n (magyarul)